# Montgesty
Montgesty – miejscowość i gmina we Francji, w regionie Oksytania, w departamencie Lot.
Według danych na rok 1990 gminę zamieszkiwały 273 osoby, a gęstość zaludnienia wynosiła 23 osób/km² (wśród 3020 gmin regionu Midi-Pyrénées Montgesty plasuje się na 791. miejscu pod względem liczby ludności, natomiast pod względem powierzchni na miejscu 960.).